# São José do Ouro
São José do Ouro est une municipalité brésilienne située dans l'État du Rio Grande do Sul.